# Niño del gueto de Varsovia
Niño del gueto de Varsovia es la fotografía más conocida tomada durante el levantamiento del gueto de Varsovia. Retrata a un niño judío con las manos arriba al tiempo que el SS-Rottenführer Josef Blösche le apunta con un subfusil. Como muchos de los habitantes que quedaban en el gueto, el chico y su familia trató de esconderse en un búnker durante la liquidación final, pero las tropas alemanas los descubrieron y los forzaron a salir. Una vez tomada la fotografía, todos los judíos que en ella aparecen fueron conducidos a Umschlagplatz y deportados al campo de concentración de Majdanek o al de Treblinka. Se desconocen la ubicación exacta en la que se tomó la fotografía y el autor; de hecho, Blösche es el único de los que aparecen al que se ha podido identificar con certeza. 
Es una de las fotografías más icónicas del Holocausto y el chico pasó a representar a todos los niños que lo sufrieron, así como a todas las víctimas judías. La fotografía también es conocida por el nombre que le dio la revista Time, A Jewish boy surrenders in Warsaw —«Niño judío se rinde en Varsovia», en español—.

## Contexto
Varsovia es la capital de Polonia. Antes del estallido de la Segunda Guerra Mundial, alrededor de 380 000 judíos vivían allí, lo que suponía un cuarto de la población. Tras la invasión alemana, se les comenzó a someter a las leyes racistas y antisemitas de Núremberg. En 1941 se les obligó a desplazarse al gueto de Varsovia, en el que se hacinaban 460 000 personas en menos de un 2,4 % del área de la ciudad. La ración diaria de comida no superaba las 180 calorías. Pese a que ser pillado en la zona aria de la ciudad suponía una ofensa punible con la muerte, la gente sobrevivía gracias al contrabando y al mantenimiento de talleres ilegales.
Durante el verano de 1942, gran parte de los judíos del gueto fueron deportados al campo de exterminio de Treblinka. En enero del año siguiente, cuando los alemanes reanudaron las deportaciones, la Żydowska Organizacja Bojowa organizó la resistencia armada. Los judíos comenzaron, pues, a construir búnkeres e introdujeron armas al gueto. El 19 de abril, cerca de dos mil soldados al mando de Jürgen Stroop, SS- und Polizeiführer, llegaron con tanques y órdenes de liquidar el gueto. Esperaban derrotar con rapidez a los judíos que se levantasen, puesto que estarían pésimamente armados, pero, en cambio, la sublevación, el mayor acto de resistencia judía durante el Holocausto, se prolongó durante cuatro semanas. Los alemanes tuvieron que llegar incluso a incendiar el lugar, lanzar gases nocivos a los búnkeres y disparar ráfagas contra los judíos para poder deportarlos a Majdanek y después a Treblinka. De acuerdo con el Museo Estadounidense Conmemorativo del Holocausto, «esta en apariencia vana lucha [...] se convirtió en una de los sucesos más importantes de la historia del pueblo judío».
Mientras repelían la rebelión, Stroop envió comunicados diarios a su superior en Cracovia, Friedrich-Wilhelm Krüger; asimismo, la Compañía de Propaganda 689 y Franz Konrad se dedicaron a tomar fotografías para documentar los eventos. Una selección de fotografías y comunicados se recopiló, junto con un resumen de las acciones tomadas alemanas, en el conocido como «Informe Stroop», que se envió a Heinrich Himmler como regalo. El objetivo consistía en demostrar la eficiencia de Stroop como comandante y excusar su fracaso a la hora de limpiar el gueto con rapidez. Asimismo, era una manera de conmemorar el supuesto heroísmo de los miembros de las SS a la hora de combatir el levantamiento, especialmente el de los dieciséis que fallecieron a manos de los judíos que lucharon. Más de siete mil judíos fueron asesinados durante el levantamiento, la mayoría de ellos sin ser siquiera combatientes.
El informe se tituló Es gibt keinen jüdischen Wohnbezirk in Warschau mehr! —puede traducirse al español como «¡Ya no hay un barrio residencial judío en Varsovia!»—. De manera análoga a lo que hacía la propaganda nazi, el informe venía a deshumanizar a los judíos y los tildaba de «bandidos», «subhombres» y «ratas» y consideraba su deportación y asesinato una «acción de limpieza». Los judíos no eran matados o asesinados, sino que se les «destruía». Se elaboraron tres copias del informe, una para Himmler, otra para Krüger y la tercera para Stroop. Una de ellas se conserva en el Instituto de la Memoria Nacional de Varsovia. Otra se llevó como prueba a los juicios de Núremberg, aunque la fotografía al final no se mostró. Esa copia la conservan los Archivos Nacionales y Administración de Documentos estadounidenses.